# Кривошапкин, Герасим Афанасьевич
Герасим Афанасьевич Кривошапкин (10 марта 1908 год, Тарын-Юряхский наслег, Оймяконский район — 1953 год) — заведующий коневодческой фермой колхоза «Красная Звезда» Оймяконского района Якутской АССР. Герой Социалистического Труда (1949).

## Биография
Родился 10 марта 1908 года. С 1927 года работал в различных учреждениях. В 1936 году вступил в колхоз «Красная Звезда». В 1945 году назначен заведующим коневодческой фермой, где проработал до своей кончины в 1953 году.
В 1948 году ферма, которой руководил Герасим Кривошапкин, получила 36 жеребят от 36 кобыл. За эти выдающиеся трудовые достижения был удостоен в 1949 году звания Героя Социалистического Труда «за достижение высокой продуктивности животноводства в 1948 г. при выполнении колхозом обязательных поставок сельскохозяйственных продуктов и плана развития животноводства».
Племянник известного якутского купца Николая Осиповича Кривошапкина и родственник основоположника якутской литературы писателя Николая Денисовича Неустроева.

## Память
- Именем Герасима Кривошапкина названы улицы в посёлке Усть-Нере и сёлах Терють и Томтор.
- Его имя носит средняя школа в посёлке Терють[3].

## Награды
- Герой Социалистического Труда — указом Президиума Верховного Совета СССР от 30 июня 1949 года
- Орден Ленина